# Савет Џедаја
Високи савет Џедаја је институција из измишљеног универзума Звезданих ратова. Чланови Савета су најјачи Џедаји који су изабрани да предводе целокупан ред Џедаја.

## Древни ред Џедаја
Најранији Савет Џедаја за који се зна је постојао негде око 3965. ПБЈ. Разговори између Бастиле Шан и Карта Оназија имплицирају да је пре Савета из периода „Грађанског рата Џедаја“ постојао други Савет Џедаја.
Током Мандалоријанских ратова и Грађанског рата Џедаја Високи савет Џедаја су чинили:
- Ејтрис
- Зез-Каи Ел
- Кавар
- Рук Ламар
- Лона Ваш

Учитеље Зез-Каи Ела, Кавара и Рука је убила Дарт Треја у поново изграђеној енклави Џедаја на Дантуину. Учитеља Лону Ваш је убио господар Сита Дарт Сион у Сит академији на Корибану. О Ејтрисиној локацији се ништа не зна после другог уништења Малакора 5.

## Стари ред Џедаја
Високи савет Џедаја је, током овог периода, чинило дванаест мудрих и моћних Џедај учитеља, изабраних да воде Џедаје као и да служе канцеларима Галактичке Републике као саветодавно тело. Савет је био састављен од пет доживотних чланова (два од њих су били старешине), четири члана изабрана на дужи период и три члана изабрана на ограничен период.
Ови Џедаји су председавали редом током његових година сумрака. У ову табелу нису укључени учитељи Тор Дифјузал, Џокаста Ну, Тан и Тејм Серулијан, који су сви седели у Савету деценијама пре 44. ПБЈ.
| Старк хиперсвемирски сукоб           | Јинчорски устанак | Криза око Набуа   | Битка за Геонозис | Ратови клонова    |
| Доживотни чланови                    | Доживотни чланови | Доживотни чланови | Доживотни чланови | Доживотни чланови |
| ------------------------------------ | ----------------- | ----------------- | ----------------- | ----------------- |
| Јода                                 |                   |                   |                   |                   |
| Мејс Винду                           |                   |                   |                   |                   |
| Опо Ренсисис                         |                   |                   |                   | Колман Ксај       |
| Тајвока                              | Пло Кун           |                   |                   |                   |
| Јарел Пуф                            |                   |                   | Колман Требор     | Кит Фисто         |
| Чланови изабрани на дужи период      |                   |                   |                   |                   |
| Ит Кот                               |                   |                   |                   | Ејџен Колар       |
| Ивн Пиел                             |                   |                   |                   | Анакин Скајвокер  |
|                                      | Депа Билаба       |                   |                   | Оби-Ван Кеноби    |
| Сејси Тин                            |                   |                   |                   |                   |
| Чланови изабрани на ограничен период |                   |                   |                   |                   |
| Мика Џиет                            |                   | Ки-Ади Мунди      |                   |                   |
| Једл                                 |                   |                   | Шак Ти            |                   |
| Ади Галија                           |                   |                   |                   | Стас Али          |

### Смрти чланова Савета Џедаја

#### Од 44. до 25. ПБЈ
Тивоку су убили током Старк хиперсвемирског рата, а Мика Џиет је убијен током устанка на Јинчору. Јарел Пуф се жртвовао да би спасио Корусант од генерала Ашара Корде који је заповедао Ану-Дет терористима, а Једл је умрла спасавајући становнике Мауана од гасног оружја које је лансирао Сит култист Грента Омега.

#### Ратови клонова
Ратови клонова (22—19. ПБЈ) су били ужасно време за галаксију, а за Џедаје нарочито, јер је неколико највећих Џедаја убијено током те три крваве године. Колмана Требора је убио Џанго Фет током битке за Геонозис, а Ит Кот је погинуо када је његов бојни брод оборен током повлачења са тог света. Депа Билаба је прешла на мрачну страну на Харун Калу, а Опоа Ренсисиса је на планети Салиуками убила мрачни Џедај Сора Балк. Ади Галију је убио генерал Гривус на Боз Питију. Генерал Гривус је посекао многе Џедаје, чак и великог Ивна Пиела у бици за Корусант.

#### Прогон Џедаја
Кит Фисто, Ејџен Колар, Сејси Тин и Мејс Винду су сви пали у борби са императором Палпатином. Анакин Скајвокер је прешао на мрачну страну и постао Дарт Вејдер, а затим је предводио напад на храм Џедаја који је довео до Шак Тиине смрти. Након што је император издао Наредбу 66, Ки-Ади Мундија, Стас Али, Ејлу Секјуру и Пло Куна су на разним планетама убиле њихове сопствене снаге клонских јуришника. Оби-Ван Кеноби се, кријући се, повукао на планету Татуин, а убио га је Дарт Вејдер деветнаест година касније. Четири године након тога, Јода је умро на Дегоби у својој 900. години. О судбини учитеља Колмана Ксаја се за сада не зна ништа.

## Нови ред Џедаја
28. НБЈ, Лук Скајвокер је поново установио Савет Џедаја као део његовог новог реда Џедаја. Најистакнутија разлика у структури између новог и старог Савета је била у томе што су само половину новог Савета чинили Џедаји док су други половину сачињавали политичари. Након рата са Јужан Вонгом, Џедаји су ускратили своју подршку било којем политичком телу и релоцирали су се на Осус, где је поновно установљен потпун Савет Џедаја. Од 35. НБЈ, у новооснованом Савету учитеља су се налазили:
- Силгал
- Кип Дјурон
- Кент Хамнер
- Коран Хорн
- Кајл Катарн
- Тресина Лоби
- Окта Рамис
- Саба Себатин
- Лук Скајвокер
- Мара Скајвокер
- Кам Солузар
- Тион

## Савети у енклавама
Премда су сви Џедаји били одговорни Високом савету Џедаја као врховној инстанци, поједине планете су одржавале своје сопствене ниже савете који су надгледали обуку Џедаја у Џедајским енклавама или „праксијумима“ који су се налазили на тим световима.

### Алмас

#### 177. ПБЈ
- Ланијус Кел-Бертак
- Нера Зивири

#### Током битке за Набу
- Кирлока

#### Током Ратова клонова
- Деван Фордешел
- Дарус Џехт
- Џурани
- Ти-Амун Тиро
- Јода
- Мејс Винду

### Арканија
- Арка Џет

### Ча’антор
- Џин Алтис

### Дантуин
- Рук Ламар
- Дорак
- Жар Лестин
- Вандар Токаре

#### Током Великог рата Сита
- Водо Сиоск-Баас

#### Током Великог лова
- Рук Ламар
- Бала Ниси
- Квал
- Алико Стасиа

#### Током Другог рата Сита
- Дорак
- Рук Ламар
- Жар Лестин
- Вандар Токаре

### Осус
- Уд Бнар
- Одан-Ур

### Теја

#### 4596. ПБЈ
- Вилм Ливин

#### 3999. ПБЈ
- Танис

Постојале су сличне академије на световима Бфаша и Кампараса, као и на првобитном звезданом броду-академији Ча’антор.